# Степанов, Николай Филиппович
Николай Филиппович Степанов (псевдоним Свитков, в монашестве Александр; 9 мая 1886—1981) — писатель и публицист, общественный деятель правого направления, автор книг о Теории масонского заговора.

## Биография
Н. Ф. Степанов происходил из старинного дворянского рода. Родился в Российской империи 9 мая 1886 года, в семье действительного статского советника, камергера императорского двора и прокурора Московской Синодальной конторы Филиппа Петровича Степанова.

### В России
Обучался в Пажеском корпусе. В 1903 году вместе с отцом принимал участие торжествах по канонизации Серафима Саровского, познакомился с царской семьёй, был свидетелем поклонения народа царю, что произвело на 17-летнего Н. Ф. Степанова неизгладимое впечатление.
После окончания Пажеского корпуса поступил в Николаевское кавалерийское училища, которое закончил 30 мая 1906 года, выпущен с чином корнета в лейб-гвардии Конно-Гренадерский полк. В 1910 году вышел в отставку и перешёл на службу в Министерство внутренних дел. Назначен земским начальником 1-го участка Мещовского уезда Калужской губернии.
С началом Первой мировой войны вернулся на военную службу в лейб-гвардии Конно-Гренадерский полк. Участвовал в боях, получил лёгкое ранение и вскоре вернулся в строй. В апреле 1916 года переведён в Татарский полк Туземной конной дивизии, а в октябре 1916 года — в Кабардинский конный полк командиром 3-й сотни. За боевые заслуги награждён орденом Святого Владимира 4-й степени с мечами и бантом. После Февральской революции не принёс присяги Временному правительству. В Октябре 1917 года командовал Кабардинской милицией, с которой участвовал в борьбе с большевиками до февраля 1918 года.
Некоторые источники утверждают, что Н. Ф. Степанов принимал активное участие в Белом движении и имел чин полковника, возглавлял дивизионный суд чести, однако это не находит подтверждения. Судя по известным фактам, Н. Ф. Степанов имел на русской службе обер-офицерский чин, неизвестно когда и где возглавлял дивизионный суд чести, а его участие в Белом движении ограничилось трёхмесячной службой в Кабардинской милиции, после чего он покинул Россию.

### В эмиграции

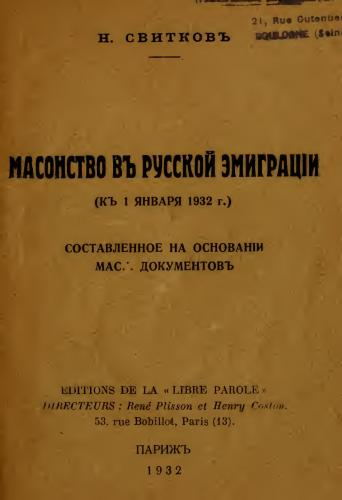
Обложка книги «Масонство в русской эмиграции»

В феврале 1918 года Степанов покидает Россию и эмигрирует в Персию, поступает на службу в армию персидского шаха, участвует в вооруженных конфликтах персов и турок.
1 сентября 1918 года получает тяжелые ранения, награждается почетной саблей и оставляет военную службу в чине генерал-лейтенанта.
В 1920 году покидает Персию, последовательно переезжая в Месопотамию, Индию, Италию, Францию, Бельгию. Занимается публицистической и литературной деятельностью изучая масонство с конспирологических позиций. В Париже сближается с французскими единомышленниками. Первые книги публикует на французском языке под псевдонимов Н. Свитков, в то же время выпуская несколько работ на русском языке. В 1932 году в Париже выходит брошюра «Масонство в русской эмиграции к 1 января 1932 года». Поддерживает тесные отношения с русскими, монархистами в эмиграции, братьями А. Д. Нечволодовым, М. Д. Нечволодовым, генерал-лейтенантом Н. А. Степановым и другими.
Переехав в Брюссель участвует в сооружении храма-памятника в память Николая II. Тогда же выступил против установки в храме памятной доски в честь Лавра Корнилова, которого считал виновным в аресте императрицы Александры Федоровны.
С 14 по 24 августа 1938 года участвует во Втором Всезарубежном Соборе РПЦЗ, на котором выступает с докладами «Отношение Ватикана к экуменическому движению», «Влияние франк-масонов на Оксфордскую конференцию», «Иудейско-католическое сближение, в связи с ним перспективы дальнейшей эволюции экуменического движения». Доклады были напечатаны отдельными оттисками.
Во время Второй мировой войны проживал в Бельгии. Его деятельность в этот период требует дополнительного изучения. Мнения о его сотрудничестве с нацистами и службе в гестапо нельзя не подтвердить, не опровергнуть.
После окончания войны Степанов активно сотрудничал с православными и монархическими изданиями русской эмиграции.
В 1950-е годы становится сотрудником журнала «Владимирский вестник» (Сан-Пауло, Бразилия), где публикует статьи с критикой РОВСа, являвшимися частью полемики развернушейся в эмигрантской печати между радикальными монархистами и сохранявшими «принцип непредрешенчества» Белыми эмигрантами. В издательстве «Владимирский Вестник» выходит второе и третье издание книги «Масонство в русской эмиграции».
В 1953 году был рукоположён в иподиаконы в храме Иова Многострадального в Брюсселе.
В 1964 году, в издательстве «Владимирский вестник» выходит новая книга Н. Ф. Степанова «Внутренняя линия (язва на теле русской эмиграции)», в которой освещается деятельность секретной спецслужбы РОВС — «Внутренней линии», рассматриваются обстоятельства исчезновении генералов Кутепова и Миллера. Книга содержит обвинения в адрес руководства РОВСа и части Белой эмиграции в секретном сотрудничестве с органами ОГПУ, предательстве национальных интересов России и т. п.
В 1965 году переезжает на Святую землю, в Русскую духовную миссию РПЦЗ, где в декабре того же года в храме Св. Праотец в Хевроне был пострижен в монашество с именем Александр в честь благоверного князя Александра Невского.
Н. Ф. Степанов умер в 1981 году в Хевроне. Его личный архив хранится в Свято-Троицком монастыре (Джорданвилль, штат Нью-Йорк, США).

## Сочинения
- Свитков Н. Масонство в русской эмиграции (к 1 января 1932 г.) — Париж: Edition de la «Libre parole», 1932.
- N. SWITKOW "La franc-maconnerie feminine", Paris, 1933.
- Свитков Н. Масонство в русской эмиграции (к 1 января 1932 г.), Изд-е 2-е. — Сан-Пауло, 1964.
- Свитков Н. Внутренняя Линия. Язва на теле русской эмиграции / С предисл. В. Д. Мержеевского. — Сан-Пауло: Владимирский вестник, 1966. — 107 с.
- Степанов Н. Ф. (Н. Свитков). Масонство в русской эмиграции (к 1 января 1932 г.). Изд-е 3-е, исправленное и дополненное, с предисловием В. Д. Мержеевского. — Сан-Пауло, 1966.

## Критика
- Американский историк Натан Смит, не владевший значительной информацией об участии в масонстве некоторых большевиков и прочих деятелей, из "писаний черносотенцев, упражнявшихся в 20-х — начале 30-х годов на тему о «большевистско-жидо-масонском заговоре» выделял только (ошибаясь с инициалами) книги Н. Свиткова («под этим псевдонимом писал Ф. Степанов») «Масонство в русской эмиграции» (Париж. 1932) и В. Ф. Иванова «От Петра Первого до наших дней: русская интеллигенция и масонство» (Харбин. 1932). Как пример нечестности подобных авторов, Смит упоминал включение Степановым-Свитковым в список масонов без всяких доказательств В. И. Ленина, Л. Д. Троцкого, Я. М. Свердлова, Л. Б. Каменева, В. Д. Набокова, П. Б. Струве, В. М. Чернова…[7]
- Польский историк профессор Л. Хасс в 1990 году сообщал (ошибаясь с инициалами):

…известный антимасон, Н. Свитков (Ф. Степанов), в «Масонстве в русской эмиграции» (Париж. 1932) перечислил масонов, не ссылаясь на какие-либо документы, но в предназначенной для французского читателя книге «La Grande Loge de France» (P. 1934) включение каждого лица в список обосновано.

- Кандидат филологических наук О. А. Коростелёв, не владевший всей информацией о масонстве (в частности, об участии в нём некоторых большевиков), в послесловии к отдельному российскому изданию книги Н. Н. Берберовой «Люди и ложи» (1997) замечает:

Н. А. Свитков (Степанов) в своей брошюре [1932 года], базирующейся, судя по всему, на материалах французской антимасонской лиги, приводил список русских масонов, насчитывающий сотни фамилий, и хотя туда попало несколько лиц, никогда никакого отношения к масонству не имевших, вплоть до Ленина, в основе своей список совпадает со списком Берберовой, несмотря на то, что составлен на полвека раньше.

Большинство белоэмигрантских разоблачительных публикаций тридцатых годов легко возводится к брошюре Свиткова, добавлены лишь эмоции да домыслы, хотя и тут есть исключения. В нескольких публикациях этого рода, например, структура, иерархия и даже состав масонских лож в эмиграции воспроизводились в целом почти верно, хотя авторам свойственно было расширять список, зачисляя в масоны почти всех заметных людей, от Бунина до Ленина.

- Пристрастный (по отношению к революциям в России) профессор Г. Л. Соболев, ссылаясь на ещё одного пристрастного (по отношению к масонству) историка (О. Ф. Соловьёва), сообщает (ошибаясь с датой):

…В этой вынужденной акции Керенского некоторые пристрастные авторы склонны усматривать влияние масонских связей, которыми якобы были «повязаны» многие видные большевики с министрами Временного правительства. При этом они ссылаются на список масонов, опубликованный в 1952 г. Н. Свитковым в его брошюре «Масонство в русской эмиграции». Однако сразу же по выходе этого «источника» видный масон С. А. Соколов свидетельствовал: «Как показывает анализ, список этот составлен по следующему рецепту. Там имеется известное количество подлинных масонских имен, к ним добавлены различные имена эмигрантских деятелей и лиц, не принадлежащих к масонству, и все это сдобрено именами видных большевиков, умерших и живых: Ленина, Янкеля Свердлова, Максима Горького, Зиновьева, Каменева-Розенфельда, Литвинова-Финкельштейна и Троцкого… Мы решительно и категорически заявляем, что все упомянутые большевики к масонству не принадлежат и не принадлежали. В этом смысле есть только одно исключение, относящееся к довоенному прошлому и при том не русскому масонству: Троцкий был некогда, в течение нескольких месяцев, рядовым членом одной из французских лож, откуда согласно Уставу был механически исключен за переездом в другую страну и за неуплату обязательных сборов» [Цит. по Кн.: Соловьев О. Ф. Масонство в мировой политике XX века. М., 1998. С. 233—234.]. Остается только добавить, что автором списка масонов и брошюры, опубликованной под псевдонимом Свиткова, был полковник белой армии Н. Ф. Степанов, сотрудничавший позднее с гестапо [Соловьев О. Ф. Масонство в мировой политике XX века. М., 1998. C. 234.].

## Семья
- отец — Филипп Петрович Степанов
- мать — Надежда Ивановна Ридель
- братья и сёстры:
  - Вера Филипповна Бодиско (во 2-м браке — княгиня Голицына)
  - Марина Филипповна Шоппит, баронесса
  - Пётр Филиппович